# C'est la vie (B*Witched)
C'est la vie is een nummer van de Ierse meidengroep B*Witched uit 1998. Het is de eerste single van hun titelloze debuutalbum.
De tekst van "C'est la vie" bevat veel dubbelzinnigheden. Het nummer, dat een vrolijk geluid kent, werd wereldwijd een gigantische hit. Het werd het een regelrechte nummer 1-hit in Ierland, het thuisland van B*Witched. In de Nederlandse Top 40 bereikte het nummer de 8e positie, en in de Vlaamse Ultratop 50 de 2e. In het nummer is Ierse en Keltische muziek verwerkt. Aan het einde van de clip wordt de Riverdance gespeeld.
- MusicBrainz work: 2b11492d-4dd0-46dd-8902-5f98ee4185f5